# Mantak Chia
Mantak Chia (* duben 1944) je thajský taoistický mistr, léčitel, autor mnoha knih a videí o taoistických léčebných metodách a zakladatel lázeňského komplexu The Tao Garden Health Spa & Resort nedaleko Thajského Chiangmai. Mantak Chia byl Mezinárodním kongresem čínské medicíny a čchi-kungu jako jediný dvakrát zvolen Mistrem čchi-kungu - v letech 1990 a 2012.

## Životopis
Mantak Chia se narodil čínským rodičům v Thajsku v dubnu roku 1944. O taoismus se začal zajímat již od útlého dětství. V šesti nebo sedmi letech se o letních prázdninách naučil od buddhistických mnichů sedět a zklidnit mysl. Taoismus však nebyl jeho jediným zájmem, během svých studií na gymnáziu v Hongkongu vynikal například v lehkoatletických disciplínách a naučil se tradiční thajský box.
Mantak Chia se učil u několika mistrů. V Hongkongu se seznámil s mistrem Lu, který ho naučil tajči, aikido a józe. Starší spolužák Cheng Sue-Sue představil Mantaka Chiu mistru Yi Engovi, který ho naučil taoistickou esoterickou praxi. Mistr Yi Eng ho poté pověřil využívat učení tao k léčbě a dále ho šířit.
Mistr Meugi v Singapuru naučil Mantaka Chiu kundalíní jógu a buddhistickou dlaň. Dr. Mui Yimwattana z Thajska mu předal znalosti Chi Nei Tsang . Studoval také u mistra Pan Jü a mistra Cheng Yao-Luna, mistr Pan Jü vytvořil syntézu z taoismu, buddhismu a učení Zen a naučil Mantaka Chiu výměně energie jin a jang mezi mužem a ženou a techniku ocelového těla, mistr Cheng Yao-Lun vytvořil nový systém kombinací thajského boxu s kung-fu a naučil Mantaka Chiu tajemství orgánů, žláz a kostní dřeně, metodu Nej-kung kostní dřeně a cvičení k posílení a obnově šlach.
Aby lépe pochopil mechanismům skrytým za léčivou silou, studoval Mantak Chia dva roky západní lékařství a anatomii. Během let v USA taktéž studoval s Edwardem Lee systém Wu a tajči v New Yorku.
V roce 1994 se Mantak Chia vrátil zpět do Thajska, kde začal s výstavbou léčebného a vzdělávacího centra The Tao Garden Health Spa & Resort, které nabízí různé druhy léčby a relaxace.
V srpnu roku 2016 oslavil Mantak Chia 35 let svého působení.
Se ženou Maneewan má Mantak Chia syna Maxe.